# Sint-Gerarduskerk (Hooimille)
De Sint-Gerarduskerk of Sint-Gerardskerk (Frans: Église Saint-Gérard) is de parochiekerk van de gemeente Hooimille, gelegen aan de Rue de l'Église, in het Franse Noorderdepartement.
Deze bakstenen kerk met voorgebouwde toren werd gebouwd in 1907-1908 naar ontwerp van Georges Van Den Broeck. Het is een neogotisch bouwwerk.
De kerk bezit een doopvont en enkele andere voorwerpen uit de 18e eeuw, en liturgisch vaatwerk uit de 19e eeuw.